# Gene Thomas
Gunther (Gene) Thomas (Sint-Joost-ten-Node, 22 augustus 1972) is een Belgische zanger, gitarist en songwriter.

## Loopbaan
Gene Thomas was 18 toen hij in 1990 deelnam aan de Soundmixshow op VTM. Hij zong er Never Tear Us Apart van INXS en eindigde in de finale op de vierde plaats. Drie jaar later startte hij een groepje op, Ship of Dreams, waarmee hij het poprockalbum Always on the run uitbracht.

### X-Session
In 1995 koos Thomas, samen met Gina Blondeel, voor de commerciële dansmuziek en vormden zij de formatie X-Session. Met X-Session scoorden ze verschillende eurodance-hits, zoals Say yeah, On and on en Hot shot. Naast hun verschillende hits wonnen ze ook twee Donna Awards en twee TMF Awards als groep en Gene Thomas dan nog eens een TMF Award als beste zanger.
Na zeven jaar kwam er een einde aan X-Session. Ze hadden het gevoel dat het doel bereikt was met de groep en ieder ging zijn eigen weg. Het werd een tijdlang stil rond Thomas.

### Solocarrière
In 2003 begon Gene Thomas aan zijn solocarrière, waarbij hij resoluut voor het Nederlands koos. Zijn eerste single was Voor haar, geschreven voor zijn vrouw Kristel Verbeke van K3. Hij stond een aantal weken op nummer 1 in de Vlaamse Top 10 en behaalde een gouden plaat. De volgende single, Wees van mij, werd geschreven voor de tv-reeks Aspe. Even later bracht Thomas zijn debuutalbum Dichterbij uit, dat eveneens een succes werd. Evenwicht was de titel van zijn tweede Nederlandstalig album, dat in 2005 verscheen. De hiervan afkomstige single Ik wil jou leverde hem opnieuw een grote hit op. Met het Franstalige nummer Sans boussole had hij in 2006 een bescheiden succes in Frankrijk.
In 2007 schreef Thomas de muziek voor het Gordellied (Geef kleur), dat hij samen zong met Esther. In 2010 speelde hij een van de hoofdrollen in de musical Notre-Dame de Paris.
In 2009 maakte hij samen met Gina Blondeel een comeback met X-Session, waarmee hij weer enkele optredens deed en enkele nummers als Automatic en Come together schreef. In maart 2012 gaf Thomas er echter opnieuw de brui aan en werd X-Session definitief stopgezet. Later dat jaar bracht hij opnieuw een Nederlandstalig soloalbum uit: Ontvlambaar.
In 2020 nam Thomas deel aan het zesde seizoen van het VTM-programma Liefde voor Muziek. Zijn hieruit afkomstige single Mij en m'n gitaar (een cover van Me and my guitar van Tom Dice) werd zijn grootste hit in 14 jaar. Collega Regi Penxten scoorde op zijn beurt met Kom wat dichterbij, een nummer dat Gene Thomas in 2004 geschreven had met Wim Claes en Alain Vande Putte. Regi schakelde voor zijn versie de hulp in van Jake Reese en Olivia Trappeniers (OT). Deze single stond ruim een half jaar op nummer 1 in de Vlaamse Top 50 en groeide in Vlaanderen uit tot een van de grootste Nederlandstalige hits ooit. Het won later dat jaar de Radio 2 Zomerhit.
In dezelfde periode verscheen zijn driedubbele verzamelalbum Omsingeld, met daarop ook de succesvolle nummers van Liefde voor Muziek. In december 2021 gaf hij een groot concert in de Antwerpse Stadsschouwburg. 

### Televisiewerk
In de tijd van X-Session presenteerde Gene Thomas een seizoen lang het televisieprogramma Ultratop, met de gelijknamige Vlaamse hitparade, op de VRT. Hij heeft ook een tijdje op TMF gepresenteerd en was sinds eind augustus 2007 te zien op VIJFtv. Daar bekleedde Thomas de rol van omroeper. In 2009 werd hij het vaste gezicht van de intussen stopgezette muziekzender Anne. Hij presenteerde er niet alleen zijn eigen programma's, maar deed ook de presentatie van alle evenementen zoals de Anne komt naar je toe-tour. In 2015 werd hij tevens presentator van het tv-programma Gene stress op Stories TV. Daarin was hij uitzendkracht voor een dag.
In 2017 presenteerde Thomas enkele weken de Vlaamse Top 50 op Radio 2 ter vervanging van Christoff. Medio 2023 werd hij een van de sidekicks van de vernieuwde ochtendshow van radiozender Nostalgie.
Behalve zijn presentatiewerk verscheen Thomas door de jaren heen ook regelmatig als deelnemer in televisieshows. Voorbeelden hiervan zijn Het Swingpaleis, De Notenclub en Zo is er maar één. Tevens deed hij mee aan programma's als Expeditie Robinson (2012), Celebrity Stand-Up (2017) en De Slimste Mens ter Wereld (2020).
Als acteur had Thomas in 2001 een gastrol in W817 (als Jörg) en in 2014 een gastrol in de politieserie Aspe (als Freddy).

## Privé
Thomas is getrouwd met voormalig K3-zangeres Kristel Verbeke. Het koppel heeft twee dochters (geboren in 2005 en 2006).

## Discografie

### Albums
| Album met hitnotering(en) in de Vlaamse Ultratop 200 albums | Datum van verschijnen | Datum van binnenkomst | Hoogste positie | Aantal weken | Opmerkingen |
| ----------------------------------------------------------- | --------------------- | --------------------- | --------------- | ------------ | ----------- |
| Dichterbij                                                  | 2004                  | 24-04-2004            | 4               | 48           | Goud        |
| Evenwicht                                                   | 2005                  | 05-11-2005            | 8               | 20           |             |
| Ontvlambaar                                                 | 2012                  | 13-10-2012            | 44              | 6            |             |
| Warme wintersongs                                           | 2016                  | 19-11-2016            | 51              | 16           |             |
| Omsingeld                                                   | 2020                  | 30-05-2020            | 5               | 21           |             |

### Singles met hitnotering
| Single met hitnotering(en) in de Vlaamse Ultratop 50 | Datum van verschijnen | Datum van binnenkomst | Hoogste positie | Aantal weken | Opmerkingen                                           |
| ---------------------------------------------------- | --------------------- | --------------------- | --------------- | ------------ | ----------------------------------------------------- |
| Voor haar                                            | 2003                  | 06-12-2003            | 3               | 19           | Nr. 1 in de Vlaamse Top 10 / Goud                     |
| Wees van mij                                         | 2004                  | 13-03-2004            | 12              | 12           | Nr. 1 in de Vlaamse Top 10                            |
| Kom wat dichterbij                                   | 2004                  | 19-06-2004            | 26              | 11           | Nr. 4 in de Vlaamse Top 10                            |
| Niet voor niets                                      | 2004                  | 16-10-2004            | tip18           | -            | Nr. 9 in de Vlaamse Top 10                            |
| Universeel                                           | 2004                  | 27-11-2004            | tip10           | -            |                                                       |
| Ik wil jou                                           | 2005                  | 11-06-2005            | 7               | 19           | Nr. 2 in de Vlaamse Top 10                            |
| Ik leef                                              | 2005                  | 29-10-2005            | 23              | 7            | Nr. 2 in de Vlaamse Top 10                            |
| Voor altijd samen zijn                               | 2006                  | 11-02-2006            | tip2            | -            | Nr. 4 in de Vlaamse Top 10                            |
| Je danst met jezelf                                  | 2007                  | 08-07-2006            | tip7            | -            |                                                       |
| Jong & eigenwijs                                     | 2006                  | 09-09-2006            | 28              | 8            | met Eurosong For Kids 2006 Nr. 3 in de Vlaamse Top 10 |
| Altijd duurt soms lang                               | 2007                  | 14-07-2007            | tip7            | -            |                                                       |
| Mag ik altijd met je mee                             | 2012                  | 06-10-2012            | 40              | 1            | Nr. 2 in de Vlaamse Top 10                            |
| Waarom?                                              | 2012                  | 15-12-2012            | tip86           | -            |                                                       |
| Dan gaan we dansen                                   | 2013                  | 08-06-2013            | tip32           | -            |                                                       |
| Omdat jij van me houdt                               | 2012                  | 19-10-2013            | tip20           | -            |                                                       |
| Dat ben jij                                          | 2014                  | 24-05-2014            | tip34           | -            | Nr. 9 in de Vlaamse Top 10                            |
| Fata morgana                                         | 2014                  | 06-12-2014            | tip17           | -            | Nr. 4 in de Vlaamse Top 50                            |
| Goud                                                 | 2015                  | 23-05-2015            | tip16           | -            | Nr. 9 in de Vlaamse Top 50                            |
| Voor haar 2016                                       | 2015                  | 05-12-2015            | tip9            | -            | Nr. 9 in de Vlaamse Top 50                            |
| Je weet niet half hoe mooi je bent                   | 2016                  | 16-04-2016            | tip9            | -            | Nr. 7 in de Vlaamse Top 50                            |
| Zwart                                                | 2016                  | 22-10-2016            | tip2            | -            | Nr. 6 in de Vlaamse Top 50                            |
| Met Kerstmis                                         | 2016                  | 24-12-2016            | tip12           | -            | Nr. 12 in de Vlaamse Top 50                           |
| Ik kom terug bij jou                                 | 2017                  | 11-02-2017            | tip19           | -            | Nr. 9 in de Vlaamse Top 50                            |
| Stralen                                              | 2017                  | 03-06-2017            | tip5            | -            | Nr. 6 in de Vlaamse Top 50                            |
| Merci                                                | 2017                  | 18-11-2017            | tip29           | -            | Nr. 15 in de Vlaamse Top 50                           |
| Soleil soleil                                        | 2018                  | 12-05-2018            | tip9            | -            | Nr. 3 in de Vlaamse Top 50                            |
| Onder mijn huid                                      | 2018                  | 10-11-2018            | tip23           | -            | Nr. 14 in de Vlaamse Top 50                           |
| Je ne pense plus qu'à toi                            | 2019                  | 18-05-2019            | tip33           | -            | Nr. 18 in de Vlaamse Top 50                           |
| Teken van leven (Live)                               | 2020                  | 18-04-2020            | tip16           | -            | Uit Liefde voor muziek Nr. 15 in de Vlaamse Top 50    |
| Ongrijpbaar (Live)                                   | 2020                  | 02-05-2020            | tip4            | -            | Uit Liefde voor muziek Nr. 9 in de Vlaamse Top 50     |
| Zij gelooft in mij (Live)                            | 2020                  | 02-05-2020            | tip32           | -            | Uit Liefde voor muziek Nr. 20 in de Vlaamse Top 50    |
| Mij en m'n gitaar (Live)                             | 2020                  | 16-05-2020            | 42              | 8            | Uit Liefde voor muziek Nr. 4 in de Vlaamse Top 50     |
| Het zit in iedereen (Live)                           | 2020                  | 21-11-2020            | tip5            | -            | Uit Liefde voor muziek Nr. 6 in de Vlaamse Top 50     |
| Ik ben vrij                                          | 2021                  | 24-04-2021            | tip7            | -            | Nr. 9 in de Vlaamse Top 50                            |
| Dat ze ja zegt                                       | 2023                  | 02-04-2023            | 46              | 1            | Nr. 6 in de Vlaamse Top 30                            |

### Overige singles
- Sans boussole (2006)
- Drie jaar (2012) (met Tyana)
- Dit ben ik (2021) (uit Liefde voor muziek) (Nr. 11 in de Vlaamse Top 30)
- Bye bye baby (2022) (Nr. 13 in de Vlaamse Top 30)
- Miss California (2024) (Nr. 14 in de Vlaamse Top 30)
- Hallo (2024)

## Televisie

### Als acteur
- W817 (2000) - als Jörg
- Wittekerke (2006) - als zichzelf
- Aspe (2014) - als Freddy
- Waar is het grote boek van Sinterklaas? (2019) - als Guus Blik

### Als zichzelf
- Groeten uit... (2021)
- De Slimste Mens ter Wereld (2020)
- Code Van Coppens (2020)
- Vlaanderen muziekland (2010-2014)
- Wauters vs Waes (2014)
- Familie (2012)
- Expeditie Robinson (2012)
- De klas van Frieda (2010)
- Peter live (2009)
- Hit the road (2009)
- Fata morgana (2007)
- Zo is er maar één (2006-2007)
- Het swingpaleis (2005)
- Tsunami 12-12 (2005)
- De rode loper (2005)
- 10 om te zien (2004)
- Herexamen (2002)